# Steve Wright (diskjockey)
Stephen Richard (Steve) Wright (Greenwich (Londen), 26 augustus 1954 – Marylebone (Londen), 12 februari 2024) was een diskjockey in het Verenigd Koninkrijk. Hij werd bekend in de jaren tachtig als diskjockey op BBC Radio 1.

## Jonge jaren
Wright begon in de jaren zeventig op het lokale station Radio 210 in Reading, net zoals zijn latere Radio 1-collega Mike Read. In 1979 stapte hij over naar Radio Luxembourg, en in 1980 naar BBC Radio 1, waar hij het zaterdagavondprogramma presenteerde. Vervolgens stapte hij over naar de zaterdagochtend, en in 1981 naar het middagprogramma op werkdagen, Steve Wright in the Afternoon. Vanaf 1984 presenteerde Wright ook het zondagmorgenprogramma op deze zender, Steve Wright on Sunday, terwijl het vrijdagmiddagprogramma verviel. In 1986 stopte Steve Wright on Sunday, en keerde Steve Wright in the Afternoon weer terug op vrijdag.

## Presenteerstijl
Steve Wright huldigde het zogenaamde zoo format, met "zogenaamde" gastoptredens, doldwaze sketches, en een zogenaamde posse (zijn medewerkers, eerst nog onder de naam The Afternoon Boys) die alles becommentarieerde en anderszins met hun geluiden het programma vulde. Zijn inspiratie haalde hij voornamelijk uit de Verenigde Staten, waar Rick Dees en Wolfman Jack furore maakten als diskjockeys. Het beroemdst werden Wrights "zogenaamde" gasten die hem belden; deze typetjes (soms persiflages van echte beroemdheden, zoals Mick Jagger en Arnold Schwarzenegger) werden gespeeld door Gavin McCoy, Peter Dickson en Richard Easter. Wright creëerde verschillende typetjes en hilarische verhalen, hetgeen ook resulteerde in plaatopnames, waaronder de Schwarzeneggerpersiflage "I'll Be Back", uitgebracht onder de naam "Arnee & The Terminators", dat zelfs een hit werd.
Wrights luchthartige stijl van presenteren schoot de groep The Smiths in het verkeerde keelgat, toen hij direct na een nieuwsbericht over de kernramp van Tsjernobyl in 1986 het luchtige nummer I'm your man van Wham! draaide. De groep bracht hierop het nummer Panic uit, met de tekst The music that they constantly play / It says nothing to me about my life ("De muziek die ze constant draaien / Het zegt me niets over mijn leven"), en het refrein Hang the DJ.
Wright kreeg in 1990 de hoon van de dancescene over zich heen toen hij de plaat LFO van de gelijknamige groep LFO moest draaien, die in de Britse hitlijsten terecht was gekomen. Hij kapte het nummer halverwege af met de mededeling dat het werkelijk het slechtste nummer was dat hij ooit had gehoord. Hij weigerde het nummer daarna nog een keer op te zetten.

## Latere carrière
Wright verhuisde naar de Radio 1-ontbijtshow in 1994, maar stopte hiermee in 1995, nadat de nieuwe zendercoördinator Matthew Bannister een nieuw beleid had uitgezet; ook andere diskjockeys bij het station, die zich hier niet in konden vinden, dienden hun ontslag in. Wright stapte over naar een nieuw commercieel station, Talk Radio, waar hij het zaterdagochtendprogramma voor zijn rekening nam, maar keerde terug naar de BBC in 1996, waar hij op BBC Radio 2 de programma's Steve Wright's Saturday Show en Steve Wright's Sunday Love Songs ging presenteren. In 1999 nam Wright het middagprogramma op werkdagen op Radio 2 over, en presenteerde ook een retropopshow op de BBC-televisie, Top of the Pops 2, totdat dit gestopt werd.
Wright overleed in februari 2024 op 69-jarige leeftijd.

## Publicatie
- The Steve Wright in the Afternoon Book (met Dafydd Rees en Luke Crampton) (London : Virgin Books, 1985; ISBN 0-86369-085-8)